# Donja Kamenica (Serbia)
Donja Kamenica (cyr. Доња Каменица) – wieś w Serbii, w okręgu zajeczarskim, w gminie Knjaževac. W 2011 roku liczyła 229 mieszkańców.